# It's My Party
„It's My Party” este un cântec produs de Quincy Jones și înregistrat de cântăreața americană Lesley Gore în 1963. Fiind lansată pe disc single, piesa a câștigat prima poziție în celebrul clasament Billboard Hot 100 și de-a lungul timpului avea să fie preluată de cântăreți precum Brandy Norwood, Bryan Ferry sau Amy Winehouse.